# Тобермори
Тобермо́ри (англ. Tobermory, гэльск. Tobar Mhoire, скотс Tobermory) — небольшой посёлок на западе Шотландии, в округе Аргайл-энд-Бьют. Расположен в северо-восточной части острова Малл.